# Tungomålstalande
Tungomål kan vara synonymt med både språk och dialekt, se språk respektive dialekt (även om tungomål i de betydelserna numera är mindre vanliga i modern svenska).
Tungomålstalande, tungotal eller glossolali innebär att en person i ett religiöst sammanhang uppfattar sig/uppfattas tala på ett främmande tungomål, det vill säga språk, som personen inte själv sedan tidigare kan, som ett gudomligt inspirerat bönespråk eller budskap till människor som förstår det aktuella språket. För omgivningen framstår tungotalet som ett rabblande av obegripliga ord, ofta färgat av den religiösa subkulturen personen har sina rötter i. Tungomålstal är känt från många kulturer världen över.
Den religionsvetenskapliga termen glossolali härleds ur de grekiska orden glossa ("tunga", "språk") och laleo ("prata").

## Tungomålstal inom kristendomen
I Bibeln förekommer begreppet "tala i tungor" eller "tala andra tungomål", synonymt med "tala andra språk", i bland annat Apostlagärningarna 2:1-21 och Första Korinthierbrevet 12:10.
Inom kristendomen räknas tungotalet som en av de andliga nådegåvorna. Inom den karismatiska rörelsen där detta praktiseras tolkas det vanligen som att en människa genom Guds inspiration får ord på ett främmande språk, som hon sedan frivilligt kan välja att tala. Niklas Piensoho, föreståndare för Sveriges största pingstförsamling, jämförde 2019 tungotalet med "när man böjer sig över en barnvagn och jollrar med ett litet barn. Det är inga ord man förstår, men de skapar ändå en kontakt och relation". I litteratur som förhåller sig skeptisk till tungotal beskrivs tungotalet ibland som ett tillstånd av extas och att personen upplever att en ande tagit över personens kropp, vilket är felaktigt eller mycket ovanligt inom karismatisk kristendom.
Berättelser förekommer ofta om att budskap har yttrats på kända språk som har förståtts av människor som varit närvarande, men som sägs ha varit okänt för den som tungomålstalande, men det vanliga är att talet är oidentifierbart. Det förekommer att tungomålstalare själva kan översätta sitt tungotal (jämför med nådegåvan profetia) och att tungotalet översätts av en annan närvarande trots att varken den som talar eller den som översätter känner till språket, de två senare förekommer både i Bibeln och i berättelser från modern tid.
Det är vanligt bland dem som praktiserar tungomålstalande att se på det som ett hemligt bönespråk direkt mellan Den Helige Ande, som bor i människans innersta, och Gud. Paulus beskriver det i Rom 8:26-27, där han kallar det för "rop utan ord". Han varnar i 1 Kor. 14 för att utöva tungotal offentligt utan att någon uttolkare av tungotal är närvarande, och tolkningen av tungotal anses som en separat nådegåva.

### Forskning
Språkforskare som har studerat tungomålstal har dock funnit att likheten med ett språk endast är ytlig, och att tungomålstalet inte innehåller den typ av inre struktur som ett riktigt språk, känt eller okänt, kan förväntas ha.
Enligt svensk forskning på tungotalet under 1970-talet bygger det på modersmålet. 
Annan forskning har också visat att tungotalet sänkte halter av stresshormonet kortisol.
När forskare vid University of Pennsylvania School of Medicine 2006 undersökte hjärnorna på människor medan de talade i tungor visade hjärnröntgen att blodtillförseln till frontloberna minskade. Tungotalet verkade vara raka motsatsen till koncentrationen man upplever under meditation, utan snarare ett transliknande tillstånd som tog över. Personerna i undersökningen kunde börja tala i tungor mer eller mindre på beställning, men hade svårare att sluta. Forskarna slog fast att de inte var vid sin normala medvetandenivå och många behövde också flera minuter för att "komma tillbaka".

### Förekomst i historien
På Dagens Nyheters förstasida rapporterades 1907 att Sveriges första offentliga tungomålstalande då hade skett i metodistkyrkan S:t Paul på Södermalm i Stockholm.
Tungotal förekommer inom de flesta kristna traditionerna i större eller mindre utsträckning. Exempel på rörelser i Sverige där det så kallade karismatiska uttrycken är särskilt framträdande är Pingströrelsen, Vineyard, læstadianerna[källa behövs], Trosrörelsen och Evangeliska Frikyrkan. Tungomålstalande uppmuntras i undervisningen, men talas sällan högt under gudstjänster inom exempelvis Svenska Baptistsamfundet och Svenska Missionskyrkan (numera delar av Equmeniakyrkan).